# Katja Kipping

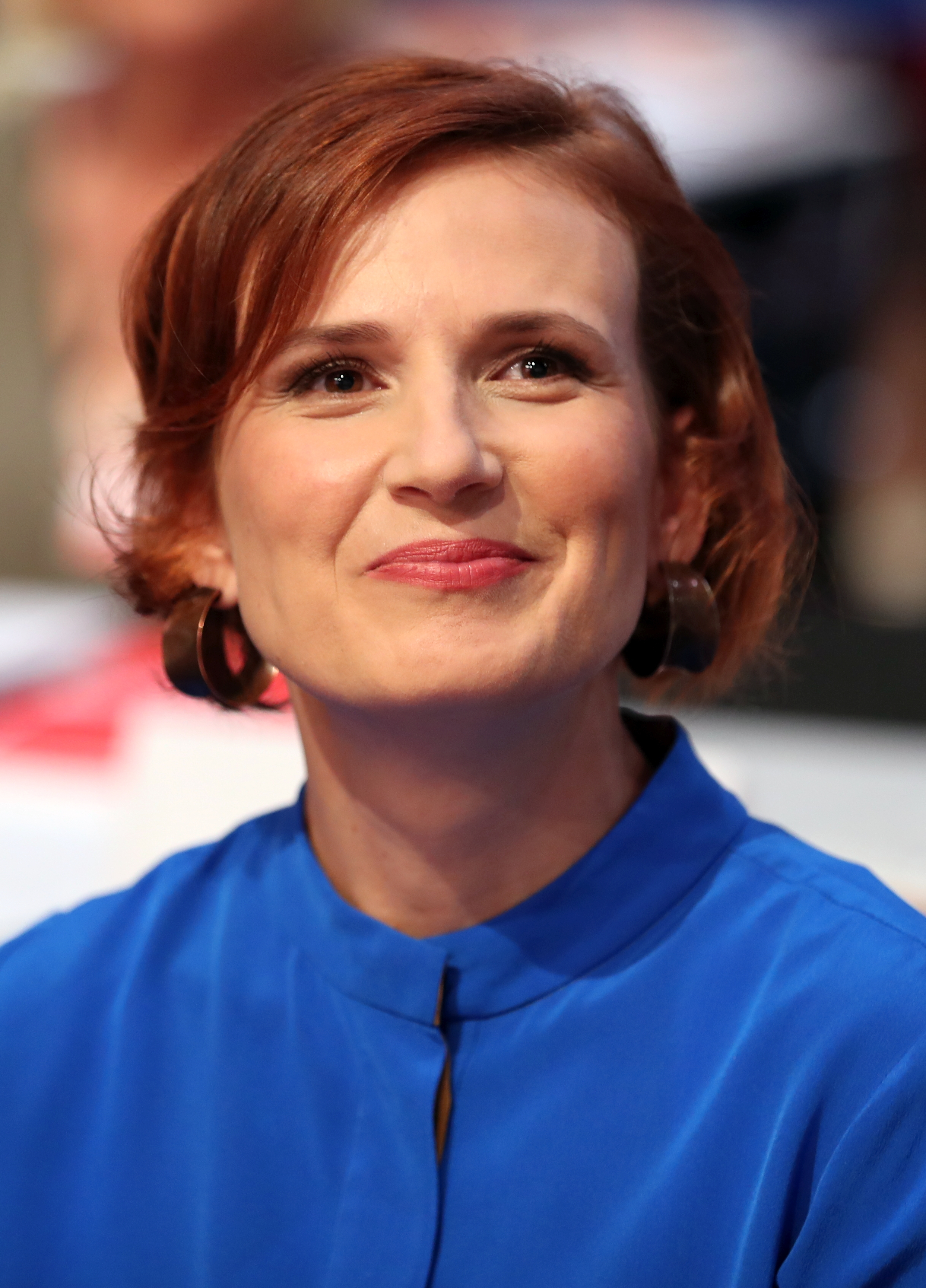
Katja Kipping en 2018.

Katja Kipping (18 de enero de 1978, Dresde) es una política alemana. Fue copresidenta junto con Bernd Riexinger de Die Linke (en alemán, "La Izquierda") desde el 2 de junio de 2012 hasta el 27 de febrero de 2021. Es miembro del Bundestag desde 2005 y Senadora de Integración, Trabajo y Asuntos Sociales de Berlín desde 2021.

## Biografía
Nació en la ciudad alemana de Dresde, que entonces formaba parte de la República Democrática Alemana (RDA). Después de completar su Abitur en 1996, realizó sus estudios de eslavística, junto a Derecho público y estudios americanos en la Universidad Técnica de Dresde. Está casada y tiene una hija. Entre 1996 y 1997 estuvo durante un año de voluntariado en Gátchina, Rusia.
En 1997 se afilió al Partido del Socialismo Democrático (PDS), que posteriormente se refundó como Die Linke. Entre 1999 y 2004 fue miembro del Parlamento Regional Sajón, y desde 2005 es miembro del parlamento alemán, el "Bundestag". Desde julio de 2003 ocupó el cargo de Vicepresidenta del PDS, centrándose en la "agenda social" del partido y el contacto con los movimientos sociales. Fue la principal impulsora para la creación de un partido político de izquierdas pan-alemán, y especialmente partidaria de la unión con el WASG. Tras la formación de Die Linke, el 16 de junio fue elegida Vicepresidenta del recién creado partido. En 2021 asumió la presidencia del partido junto a Bernd Riexinger, cargo que ocupó hasta 2021.
Fue candidata por Die Linke para las elecciones federales de septiembre de 2013, junto a Bernd Riexinger. Durante la campaña electoral se mostró dispuesta a formar una coalición de gobierno con el Partido Socialdemócrata (SPD), aunque aclaró que para formar una coalición, el SPD debería aceptar y aplicar nuestro programa electoral.
En 2021 asumió como Senadora de Integración, Trabajo y Asuntos Sociales  en el gabinete de la alcaldesa de Berlín Franziska Giffey.

## Obra
- Christine Buchholz u. Katja Kipping (Hesg.): G8 - Gipfel der Ungerechtigkeit. VSA, 2006, ISBN 3-89965-200-2.
- Ausverkauf der Politik - Für einen demokratischen Aufbruch. Econ, 2009, ISBN 978-3-430-20079-0.